# 中本健太郎
中本 健太郎（なかもと・けんたろう、1982年12月7日 - ）は、日本の元陸上競技選手、現指導者。専門は主に長距離走・マラソン。
主な実績に、2012年ロンドンオリンピック6位入賞、2013年世界陸上モスクワ大会5位入賞、2011年世界陸上大邱大会9位、2017年世界陸上ロンドン大会10位、2017年別府大分毎日マラソン優勝など（各男子マラソン種目）。

## 人物

### 学生時代・箱根駅伝出場
1982年12月7日、山口県豊浦郡菊川町（現：下関市）出身。
菊川中学校組合立菊川中学校（現：下関市立菊川中学校）時代は野球部に所属していた。同中学校卒業後の1998年4月、山口県立西市高等学校へ入学し、野球部から陸上競技部へ転向。同高校卒業後の2001年4月、拓殖大学に入学、同大学陸上競技部へ入部する。
西市高校時代は全国レベルの選手ではなく、拓殖大学時代も大きな実績は残していない が、2005年の第81回東京箱根間往復大学駅伝競走では、拓大のメンバーとして7区走者で出場（1時間7分24秒／16位）している。なお拓大陸上部の1年先輩には、のちに男子マラソンで共にオリンピック代表に選出される藤原新（JR東日本－プロランナー－現スズキ浜松AC・男子ヘッドコーチ）がいた。

### 世界陸上大邱大会・9位
拓大卒業後の2005年4月に安川電機に入社し、同社の陸上競技部選手として活動。駅伝競走やトラック競技などでは力が出せなかったものの、当陸上部監督の山頭直樹に勧められてフルマラソンに挑戦する。初マラソンは2008年の延岡西日本マラソンで3位だった。同年8月の北海道マラソンでは、優勝した高見澤勝（佐久長聖高校）に次ぐ2位に入ったが、その後フルマラソンでは暫く不本意な結果が続いていた。
2011年3月のびわ湖毎日マラソンでは、日本人トップで3位の堀端宏行（旭化成）に次いで日本人2番目の4位に入り、自身初めてサブテン（2時間10分未満）の記録でゴールイン。この成績で世界陸上大邱大会男子マラソン代表に初選出された。その2011年9月の世界陸上大邱大会男子マラソン本番では、再び堀端（6位）に先を越され僅かに入賞は成らなかったが、日本人2着の9位 と健闘した。

### ロンドン五輪男子マラソン・6位入賞
翌2012年、ロンドンオリンピック男子マラソン日本代表を目指して、同年3月のびわ湖毎日マラソンに出場。38Km付近で堀端宏行を追い越し一時日本人トップを走ったが、ゴール手前の皇子山陸上競技場のトラックで山本亮（佐川急便）に抜かれて、2時間8分台の記録を出しながら日本人2着の総合5位となった。しかしこのレース及び安定感が評価され、ロンドン五輪男子マラソン日本代表に最後の3番手で初選出された。
同年8月、ロンドン五輪男子マラソンに出場。レース前半からアフリカ勢らの高速な展開に無理してつかず、自身のイーブンペースを守った。中間点辺りからレース後半にかけて徐々に追い上げて数人の選手を追い抜いた結果、日本選手でトップとなる6位入賞を果たす。なおオリンピックの男子マラソン種目で日本人の入賞は、2004年アテネオリンピックで油谷繁（中国電力・5位）と諏訪利成（日清食品・6位）の同時入賞以来、2大会ぶりの好成績だった（なお山本は40位、藤原は45位に終わった）。

### 別大マラソンで準優勝・世界陸上モスクワ大会5位入賞
翌2013年2月、同年8月開催の世界陸上モスクワ大会男子マラソン選考会・別府大分毎日マラソンへ3年ぶり2回目の出場に。28Km地点辺りから公務員（当時）ランナー・川内優輝（埼玉県庁－現プロランナー）との激しいデッドヒートを繰り広げたが、40Km過ぎの給水所で川内のラストスパートについていけず2位に甘んじ、自己ベスト記録を18秒更新するも自身念願のマラソン初優勝はならなかった。川内に惜しくも敗れて準優勝だった中本は「とにかく悔しさで一杯だが、彼のおかげで良いタイムが出た。次はリベンジしたい」とコメント。それでも4月25日に世界陸上選手権へ、川内らと共に2大会連続2度目の日本代表選出となった。
2013年8月、世界陸上モスクワ大会男子マラソンに出場。日本勢が次々に脱落する中で中本一人が粘ったが、30Km地点を過ぎた後先頭集団のペースアップについていけず徐々に後退。メダル獲得にはあと一歩届かなかったものの、日本人では首位となり自身世界大会（オリンピック・世界陸上）では最高順位の5位入賞でゴールイン。尚、五輪に出場した翌年の世界選手権にも出走し、男子マラソンの種目で連続入賞を果たすのは、日本人で中本が初めての快挙となった。

### リオデジャネイロ五輪選出ならず
2014年2月の東京マラソンにエントリーしていたが、体調不良の為欠場。同年12月、世界陸上北京大会男子マラソン選考会の福岡国際マラソンへ、1年4か月ぶりにフルマラソン出場するも、30Kmを過ぎて日本人トップで4位・藤原正和（ホンダ）らの争いから脱落し、結局12位に終わった。翌2015年2月の別府大分毎日マラソンにも出走予定だったが、左足の痛みと痺れにより出場を辞退した。
2016年リオデジャネイロオリンピック男子マラソン国内最終選考会の同年3月のびわ湖毎日マラソンに出場、30Km地点迄は日本人首位争いに加わるも、その後ペースアップについていけず脱落。最後は、陸上競技場のトラックで川内（7位）に追い越され総合8位（日本人6着）に終わり、ロンドン五輪に続くニ大会連続のオリンピック日本代表選出は成らなかった。なお、中本と同じ安川電機所属でびわ湖毎日マラソンへ一般参加出場の北島寿典が総合2位（日本人首位）に入り、 リオ五輪男子マラソン日本代表入りが決定。尚安川電機の所属選手としては、2大会連続の五輪日本代表選出となった。

### 別大マラソンで初優勝
2017年の世界陸上ロンドン大会男子マラソン選考会を兼ねた、同年2月の別府大分毎日マラソンに出場（中本自身、4年ぶり3回目）。30Km地点で中本のほか、デレジェ・デベレ（エチオピア）、フェリックス・ケニー（ケニア）、伊藤太賀（スズキ浜松AC）、大石港与（トヨタ自動車）の5人が先頭集団に。33Km過ぎで中本とデベレが抜け出し、優勝争いは2人に絞られる。35Km地点の登り坂で中本がロングスパートを仕掛けると、デベレは何とか食らいていたものの、38キロ付近で遅れ始め、その後中本の独走状態となる。この結果、マラソン自己記録に約1分及ばなかったものの、中本は通算14回目のマラソンで悲願の初優勝を達成した。
同じ世界陸上国内選考会で、同年2月の東京マラソン2017において日本男子2着（総合10位）だった、山本浩之（コニカミノルタ）のゴールタイムよりも20秒遅かったが、中本のマラソン実績と日本男子で唯一の優勝等が加味され、同年3月17日に世界陸上・男子マラソンの日本代表へ、正式に2大会ぶり3度目の選出と成る。他ロンドン世界陸上・男子マラソン日本代表は、川内優輝（2大会振り3度目）と井上大仁（MHPS・初出場）の2名が抜擢された。

### 世界陸上ロンドン大会・10位
2017年8月6日開催の世界陸上ロンドン大会では、中間点を過ぎて先頭争いのロングスパートに対応出来ず、徐々に後退。レース終盤の39Kmで9位に浮上したが、ゴール地点1Km手前付近で川内に逆転されてしまい10位、世界陸上で2回目の入賞・日本人首位は果たせなかった。レース後の中本は「最後は川内君についていきたかったが、体が動かなかった」と悔しさを露わにしつつ、「今後競技を続けるかどうかはまだ分からないが、日本に帰って練習したい」と話していた。

### 北海道マラソン5位・MGC出場権獲得
2018年8月26日の北海道マラソンへ、同大会10年振りに出場。レース終盤の36Km付近で優勝争いから脱落するも、男子の部総合5位（日本人4着）ながら2時間13分以内の記録をマーク、マラソングランドチャンピオンシップ（2020年東京オリンピック・男子マラソン選考会）への出場権を獲得した。
2018年12月2日の福岡国際マラソンに出走したが、15Km過ぎで先頭集団についていけなくなり完全脱落、結局25Km過ぎに自身フルマラソンで初の途中棄権に終わった。

### MGC本番8位で東京五輪選出ならず
2019年9月15日、マラソングランドチャンピオンシップ（MGC）本番レースへ、日本男子最年長の36歳で出走。スタート直後からハイペースで突っ走る設楽悠太（ホンダ）についていかず、2位集団で待機。17Km過ぎに一旦6位グループへ下がるも以降はマイペースで追走しつつ、27Km付近で再び2位集団に追いついた。37Km過ぎ、それまで独走状態だった設楽が極端にペースダウンしたのを2位グループが漸く捉え、その後中本が一時先頭に立つなど熾烈な優勝争いに加わった。だが、39Km辺りで優勝した中村匠吾（富士通）と2位の服部勇馬（トヨタ自動車）らのラストスパートに引き離されて後退（中村と服部は東京五輪男子マラソン代表即内定）、結果2時間12分台の8位に留まった。それでもゴール後の中本は「自分なりに見せ場を作りたかった。何より走っていて楽しかった。東京五輪は最終目標だったので悔しいが、やれることはやれた」と、充実した表情を浮かべながらコメントしていた。

### ラストラン、現役引退へ
2021年1月1日、第65回全日本実業団対抗駅伝競走大会に安川電機のチーム主将として、エース区間の4区(22.4Km)を担当、38歳での出走となった。個人での記録は1時間5分54秒(区間19位) に留まったものの、ベテランとしての安定した走りを見せたが、これが現役最後のレースとなった。
2021年2月26日、安川電機陸上部の公式サイトにて、同年2月28日付での現役引退および同チームのコーチへの就任が発表された。中本は「陸上との出会いが私を成長させてくれ、多くの方々との出会いをもたらせてくれた。これまでの現役生活は私にとってかけがえの無いもの」と、前向きに振り返るコメントをした。コーチへの就任については、「自分も入社当初はなかなか結果を出せずに苦しい時期があった。その経験を活かし選手一人ひとりと寄り添って、選手と共に目標に向かって精進いたします」と意気込み、20年以上にわたる競技生活に終止符を打った。
中本の引退報道に、過去世界陸上選手権が3度・合計フルマラソンで7度も直接対決したライバル・川内優輝は「（第76回）びわ湖毎日マラソンの前に知って『えっ⁉︎』と思った。今年ニューイヤー駅伝を走ったので、マラソンを走らず引退とは思わなかったから…」「2011年の大邱世界陸上から、10年間ずっと目標にしていた。実績的に違い過ぎるが、中本さんは大きな刺激の存在だった」と驚きつつ寂しそうに語り、「2020年のボストンマラソンでも勝負を楽しみにしていたが、新型コロナ感染拡大で走れず残念。世界にタイムだけでは無い、という所を見せて引退して欲しかったのに…」等と惜しんでいた。

## 自己記録
- 5000m：14分04秒31（2011年）
- 10000m：28分54秒59（2012年）
- ハーフマラソン：1時間2分12秒（2018年）
- フルマラソン：2時間8分35秒（2013年）

## マラソン全成績
| 年月日         | 大会                               | 順位 | 記録          | 備考                                                         |
| -------------- | ---------------------------------- | ---- | ------------- | ------------------------------------------------------------ |
| 2008年2月24日  | 延岡西日本マラソン                 | 3位  | 2時間13分54秒 | 初マラソン                                                   |
| 2008年8月31日  | 北海道マラソン                     | 2位  | 2時間15分21秒 | .                                                            |
| 2009年3月22日  | 東京マラソン2009                   | 9位  | 2時間13分52秒 | 世界陸上ベルリン大会選考レース                               |
| 2010年2月7日   | 別府大分毎日マラソン               | 8位  | 2時間11分42秒 | .                                                            |
| 2010年10月17日 | アムステルダムマラソン             | 9位  | 2時間12分38秒 | .                                                            |
| 2011年3月6日   | びわ湖毎日マラソン                 | 4位  | 2時間09分31秒 | 世界陸上大邱大会選考レース                                   |
| 2011年9月4日   | 世界陸上大邱大会                   | 9位  | 2時間13分10秒 | 団体戦日本男子銀メダル獲得・日本男子では堀端宏行に次ぎ2位    |
| 2012年3月4日   | びわ湖毎日マラソン                 | 5位  | 2時間08分53秒 | ロンドン五輪選考レース                                       |
| 2012年8月12日  | ロンドンオリンピック               | 6位  | 2時間11分16秒 | 五輪入賞・日本男子最高位                                     |
| 2013年2月3日   | 別府大分毎日マラソン               | 2位  | 2時間08分35秒 | 自己ベスト記録・世界陸上モスクワ大会選考レース               |
| 2013年8月17日  | 世界陸上モスクワ大会               | 5位  | 2時間10分50秒 | 日本男子最高位                                               |
| 2014年12月7日  | 福岡国際マラソン                   | 12位 | 2時間11分58秒 | 世界陸上北京大会選考レース                                   |
| 2016年3月6日   | びわ湖毎日マラソン                 | 8位  | 2時間12分06秒 | リオデジャネイロ五輪選考レース                               |
| 2017年2月5日   | 別府大分毎日マラソン               | 優勝 | 2時間09分32秒 | マラソン初優勝・世界陸上ロンドン大会選考レース               |
| 2017年8月6日   | 世界陸上ロンドン大会               | 10位 | 2時間12分41秒 | 日本男子では川内優輝に次ぎ2位                                |
| 2018年8月26日  | 北海道マラソン                     | 5位  | 2時間12分55秒 | MGCシリーズ第6弾                                             |
| 2018年12月2日  | 福岡国際マラソン                   | DNF  | 途中棄権      | 25Km過ぎでリタイア・MGCシリーズ第7弾                         |
| 2019年9月15日  | マラソングランドチャンピオンシップ | 8位  | 2時間12分46秒 | 2020年東京オリンピック男子マラソン選考会・現役最後のマラソン |